# بخش گل‌تپه
بخش گل‌تپه یکی از بخش‌های تابعه شهرستان کبودرآهنگ در استان همدان در غرب ایران است.

## تقسیمات کشوری
- بخش گل‌تپه
  - دهستان علی‌صدر
  - دهستان گل‌تپه
  - دهستان مهربان سفلی

نقاط شهری: گل‌تپه

## جمعیت
بنابر سرشماری مرکز آمار ایران، جمعیت بخش گل تپه شهرستان کبودر آهنگ در سال ۱۳۸۵ برابر با ۲۲۹۱۴ نفر بوده‌است.